# Robert F. Kennedy
 "Robert Kennedy" omdirigeres hertil. For hockeyspilleren med dette navn, se Robert Kennedy (hockeyspiller).
Robert Francis "Bobby" Kennedy (født 20. november 1925, død 6. juni 1968), også kaldt RFK, var en amerikansk jurist, politiker, senator og præsidentkandidat. Han var en del af den magtfulde Kennedy-familie, lillebror til den tidligere amerikanske præsident, John F. Kennedy og storebror til senator Edward Kennedy. Under John F. Kennedys periode som præsident blev han udnævnt af sin bror til justitsminister. Som en af præsidentens mest betroede rådgivere arbejdede Robert Kennedy tæt sammen med sin bror under invasionen i Svinebugten og den efterfølgende cubanske missilkrise. Han blev myrdet i Los Angeles den 6. juni 1968.

## Opvækst
Robert F. Kennedy blev født den 20. november 1925 i byen Brookline i Massachusetts, som det syvende barn af Joseph P. Kennedy, Sr. og Rose Fitzgerald. Som dreng flyttede han med familien til England, hvor faren havde fået job som ambassadør. Familien flyttede dog tilbage til USA i forbindelse med udbruddet af 2. verdenskrig. 
I 1943 blev Kennedy indkaldt til USA's forsvar, men nåede dog ikke at blive indlemmet i den igangværende verdenskrig. Efter endt militærtjeneste blev han optaget på det ansete Harvard University, og blev senere, i 1951 færdiguddannet som jurist fra University of Virginia i byen Charlottesville.

## Politisk karriere
Robert Kennedy spillede en vigtig rolle i broren John F. Kennedys succesfulde præsidentkampagne i 1960, og blev efterfølgende udpeget som justitsminister. Han fungerede både før og efter valget som en af præsidentens vigtigste rådgivere. Trods brorens relativt korte præsidentperiode nåede Robert at spille ind i mange af de vigtige sager præsidenten var involveret i.
Den 22. november 1963 blev John F. Kennedy myrdet i Dallas, Texas, en begivenhed der tog hårdt på Robert Kennedy, der blev beskrevet som en helt forandret mand efter brorens død. Han fortsatte dog som justitsminister under den næste præsident, Lyndon B. Johnson, der dog ikke havde samme tillid til Kennedy som forgængeren. I 1965 blev han valgt til USA's senat for staten New York.
I 1968 deltog Kennedy i de demokratiske primærvalg, og lå til klart at vinde kandidaturet, da han den 4. juni kunne lade sig hylde som vinder af primærvalget i Californien.

## Død
Efter sin sejr i det californiske primærvalg holdt Kennedy tale for sine tilhængere på et hotel i statens største by Los Angeles. På vej ud af hotellet blev Kennedy skudt fire gange på nært hold af den palæstinensiske indvandrer Sirhan Sirhan. Han døde af sine kvæstelser 26 timer senere.